# Valeriana spiroflora
Valeriana spiroflora är en kaprifolväxtart som beskrevs av B.B. Larsen. Valeriana spiroflora ingår i släktet vänderötter, och familjen kaprifolväxter. Inga underarter finns listade i Catalogue of Life.